# Incoronazione della Vergine e santi (Gherardo Starnina)
La tavola raffigurante l' Incoronazione della Vergine e angeli di Gherardo Starnina è un dipinto a tempera su tavola (78 x 57 cm) eseguito attorno al 1404 e conservato presso la Galleria nazionale di Parma.

## Descrizione
Il dipinto rappresenta la Vergine Maria mentre china dolcemente il capo nell'atto di ricevere dal Cristo la corona di Regina del mondo, simbolo di subordinazione al Figlio divino e di partecipazione alla redenzione del genere umano. L'opera presenta una semplicità compositiva che dimostra la formazione giottesca dell'artista. Questo gusto si mescola poi con un linguaggio internazionale, molto evidente in alcuni passaggi, come nel delicato modellato dei volti e delle mani, la lussuosa decorazione dorata dei cuscini e del tessuto, che ricopre il pancale, la linearità sinuosa delle pieghe degli abiti.

## Storia
Il forte gusto gotico internazionale presente nell'opera venne innestato sul fare dell'artista durante un suo viaggio in Spagna. I nuovi stilemi gotico-cortesi appresi in Europa, molto diversi dal gusto del panorama toscano del primo Quattrocento, non poterono non riscuotere un immediato eco in Italia, dal momento che qui si preferivano ancora accademismi giotteschi d'ascendenza orcagnesca.
La datazione dell'opera è stata quindi ricavata in base a quella del soggiorno spagnolo di Starnina, ricordato dal Vasari e documentato dal 1395 e 1401.
Proveniente a Parma con ogni probabilità da Lucca, per il tramite del soggiorno dei Borbone nella cittadina toscana, la tavola venne assegnata dal Berenson al Maestro del Bambino Vispo, anonima personalità il cui corpus di opere venne poi fatto confluire nella figura di Gherardo Starnina, artista attivo in Toscana e in Spagna a cavallo fra Tre e Quattrocento.
La critica ha ipotizzato che il dipinto possa essere la cuspide d'un polittico smembrato che lo Starnina eseguì per Lucca, il cui pannello centrale con la Dormitio Virginis e l'Assunzione è oggi diviso fra la collezione Johnson a Philadelphia e il Fogg Art Museum della Harvard University, e i cui elementi laterali, ognuno con tre santi, sono conservati nel Museo di Villa Guinigi a Lucca.